# ヒューストン美術館

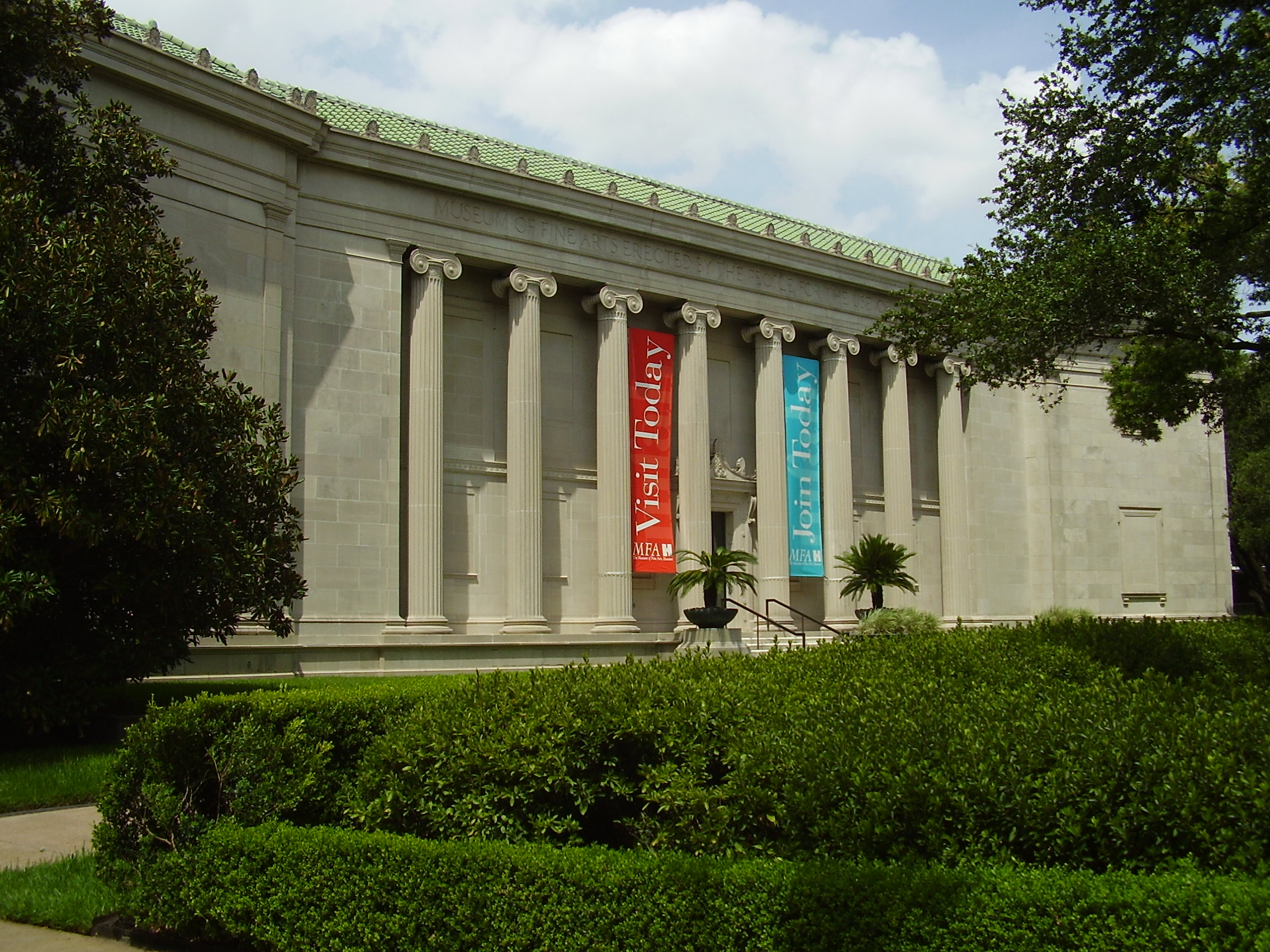
ヒューストン美術館（キャロライン・ワイス・ロウ棟）

ヒューストン美術館（英語: The Museum of Fine Arts, Houston、略称 MFAH）は、アメリカ合衆国テキサス州ヒューストンにある、全米屈指の規模の美術館である。美術館の収蔵品は60,000点近くにのぼり、世界各国の6,000年前から現代に至る様々な作品を収集している。
美術館は展覧会などのプログラムや出版などを通じてヒューストンの社会に恩恵を与えており、展覧会、ワークショップ、リソース・センターなどを訪れる客は年間125万人に及ぶ。また美術館の館外活動には50万人以上が参加する。

## 施設
ヒューストン美術館の展示面積は30万平方フィート（28,000平方メートル）であり、アメリカでも5本の指に入る規模をもつ。美術館はダウンタウンのメイン・キャンパスに5つの施設を、さらに館外に2つの施設を有する。

### メイン・キャンパスの施設

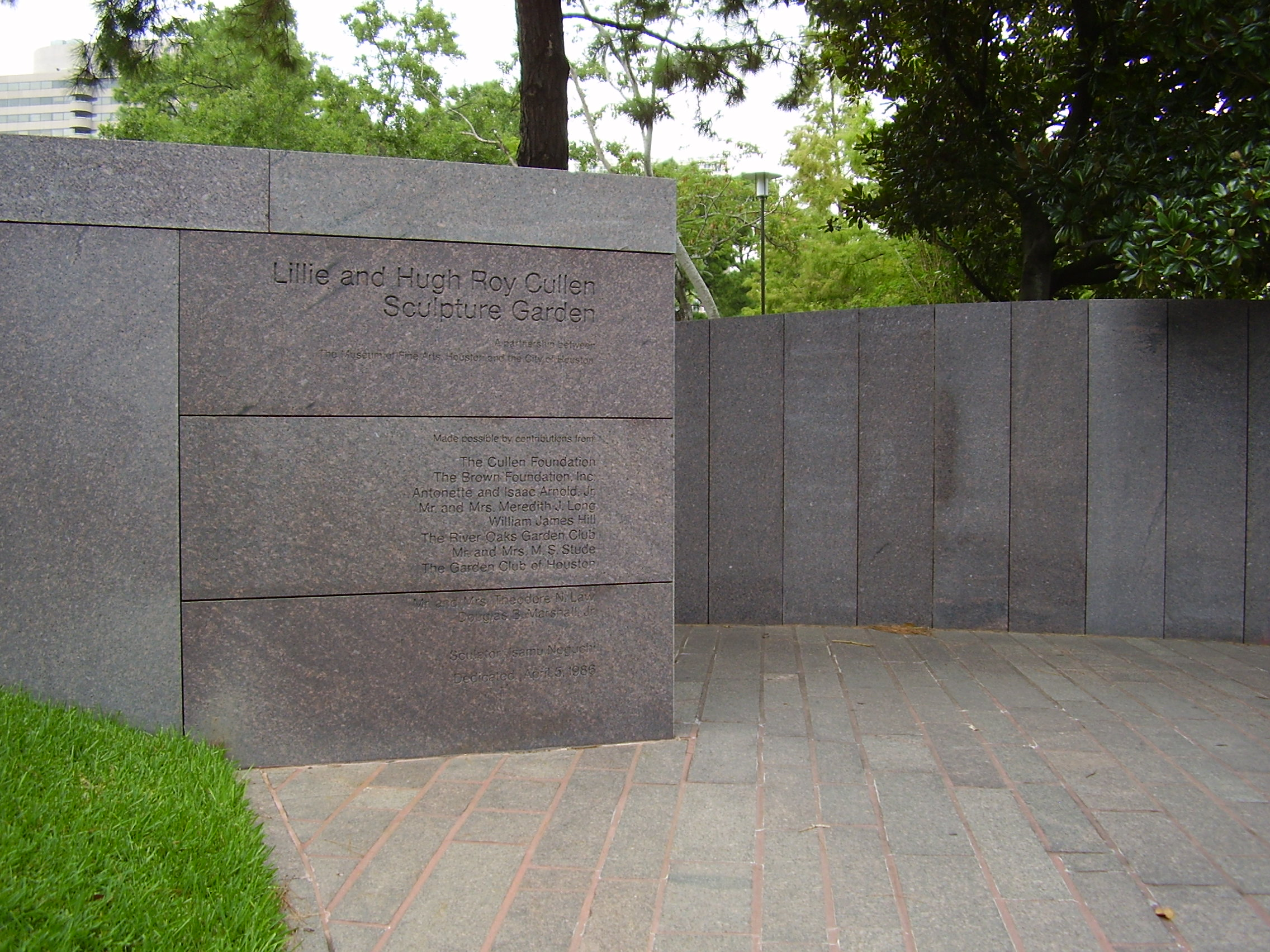
リリー・アンド・ヒュー・ロイ・カレン彫刻庭園の入り口

- キャロライン・ワイス・ロウ・ビルディング（Caroline Wiess Law Building） - この展示棟はウィリアム・ウォード・ワトキンの設計により1924年に完成した新古典主義建築の建物で美術館の本館にあたる。ミース・ファン・デル・ローエの設計により1958年にカリナン・ホール（Cullinan Hall）が、1974年にブラウン・パビリオン（Brown Pavilion）が増築された。
- オードリー・ジョーンズ・ベック・ビルディング（Audrey Jones Beck Building） - スペインの建築家ラファエル・モネオの設計で2000年に開館した建物で、その展示面積は14,693平方メートルに達しメイン・キャンパスの展示面積を倍増させた。
- リリー・アンド・ヒュー・ロイ・カレン彫刻庭園（Lillie and Hugh Roy Cullen Sculpture Garden） - 日系アメリカ人の彫刻家・造園家イサム・ノグチの設計による彫刻庭園で、1986年に公開された。
- グラッセル美術学校（Glassell School of Art） - 1979年創立の美術大学で、建物はS.I.モリスの設計による。
- 管理棟及びグラッセル・ジュニア・スクール・オブ・アーツ（Central Administration and Glassell Junior School of Art Building） - 美術館全体の管理部門と、アメリカの美術館でも唯一の子供向け美術教室を主催するグラッセル・ジュニア・スクール・オブ・アーツが入居する。1994年に、地元建築家カルロス・ヒメネスの設計で開館した。

### メインキャンパス外

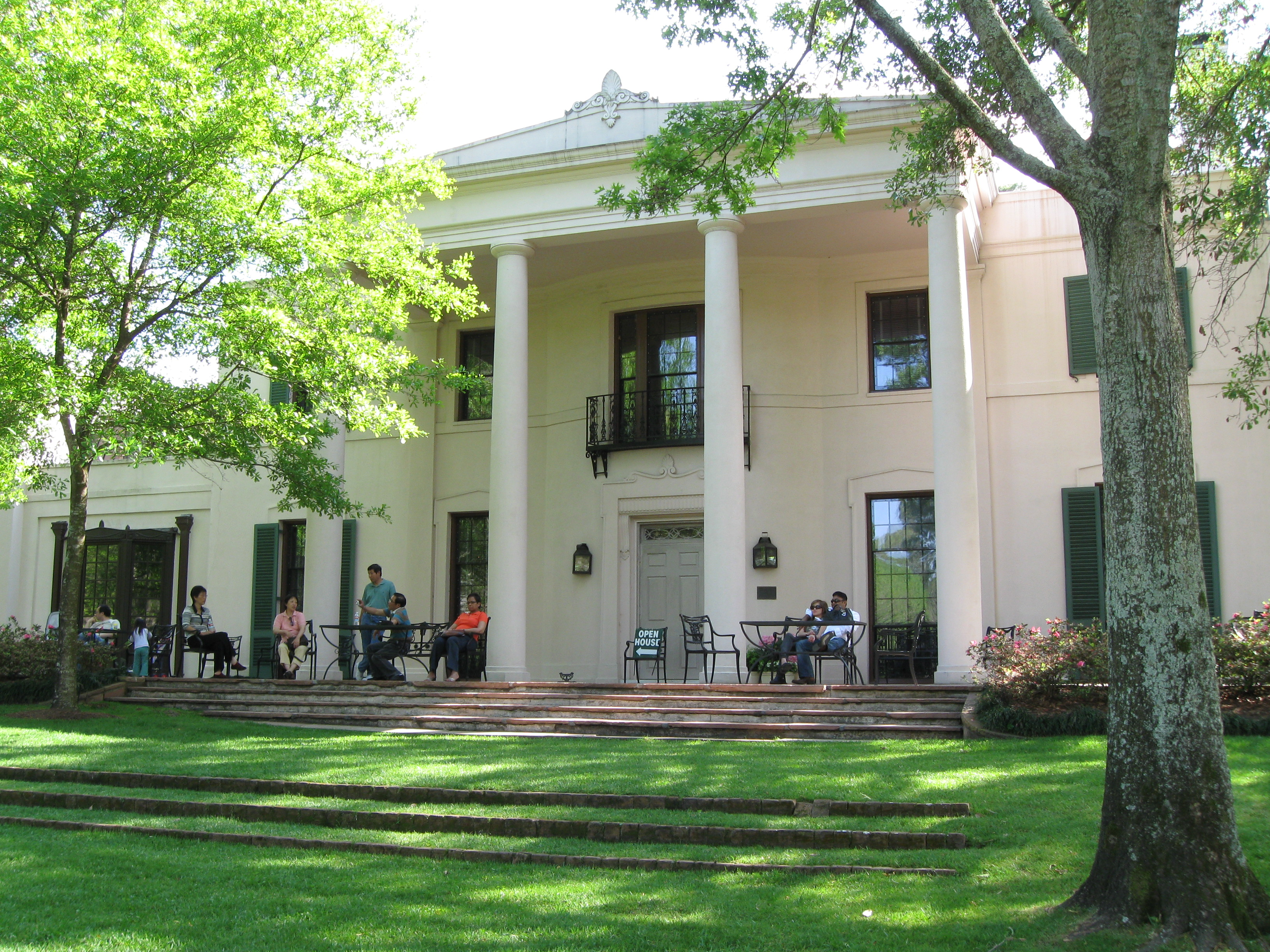
バイユー・ベンド

- バイユー・ベンド・コレクション（Bayou Bend Collection and Gardens） - この建物と庭園は、ヒューストンの慈善活動家・美術品収集家・パトロンで、20世紀のテキサスで広く尊敬された女性アイマ・ホッグ（Ima Hogg）の邸宅であった。ジョン・F・ストウブ（John F. Staub）の設計で1928年に完成した邸宅には、全米有数のアメリカ装飾美術および家具のコレクションがおさめられている。ホッグは1957年にコレクションと邸宅を美術館に寄付し、1966年に公開された。
- リエンツィ（Rienzi） - 美術のパトロンであったキャロル・スターリング・マスターソン（Carroll Sterling Masterson）とハリス・マスターソン3世（Harris Masterson III）夫妻の邸宅およびヨーロッパ装飾美術のコレクションからなる。1991年、死後に美術館に寄贈されるという契約が交わされ、ハリス・マスターソンが没した1997年に美術館に引き渡されて1999年に公開された。

## 歴史

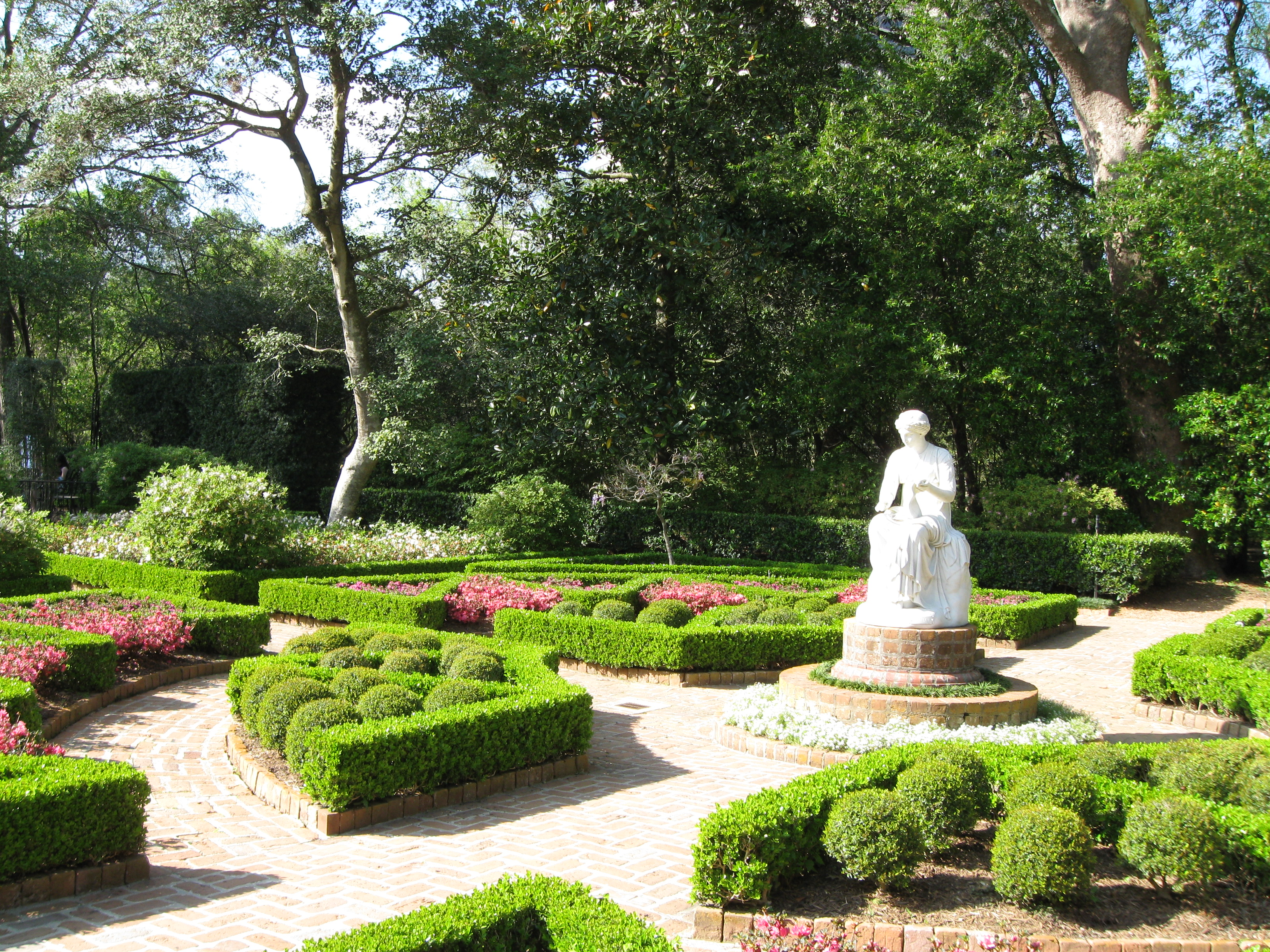
バイユー・ベンドの庭園

1900年に、公立学校での芸術および文化教育を強化する目的でヒューストン・パブリック・スクール・アート・リーグ（Houston Public School Art League）が設立されたことに美術館の起源がある。1913年にヒューストン・アート・リーグと改称し、1917年に美術館建設のための用地を取得した。1924年にウィリアム・ウォード・ワトキンの設計で美術館本館が開館したが、これはテキサス最初の美術館でアメリカ合衆国南部でも3番目の美術館だった。2年後には早くも増築が行われた。
美術館の収蔵品は、その後テキサス州の石油ブームを背景に多数の市民による寄付で拡大していった。大きな役割を果たしたのがテキサス州知事も務めた政治家・法律家ジム・ホッグの娘であるアイマ・ホッグという女性で、アメリカ・インディアンの美術品やアメリカ建国前後の家具などの装飾美術品、ヨーロッパの前衛美術作品などを1939年に寄贈している。1944年にはイーディス・ストラウスとパーシー・ストラウス夫妻が87点の彫刻や絵画を寄付したが、その中にはイタリア・ルネサンスの名品などが含まれていた。1947年にはサラ・キャンベル・ブラッファーから、エドガー・ドガやポール・セザンヌらフランス印象派の作品を寄贈された。
1953年にはケネス・フランツハイム（Kenneth Franzheim）の設計で本館にロバート・リー・ブラッファー記念棟（Robert Lee Blaffer Memorial Wing）が増築された。さらに建築家ミース・ファン・デル・ローエにより、足掛け25年にわたる美術館拡張計画が進められた。1957年にはアイマ・ホッグから、美術館から8キロメートル離れたバッファロー・バイユーにある、邸宅および14エーカーの庭園からなる「バイユー・ベンド」と、アメリカ絵画や家具などのコレクションを寄贈された。1958年にはミース・ファン・デル・ローエの設計による最初の拡張部分であるカリナン・ホール（Cullinan Hall）が開館した。1960年代には美術作品の購入と寄贈が進み、1970年時点で所蔵作品は12,000点になった。1966年にはバイユー・ベンドが一般公開されている。
1970年代以降今日まで、美術学校、彫刻庭園、新館などの拡張が進み、コレクションもヨーロッパの装飾美術から中南米の古代美術まで様々なものが加わっている。また常設展示の規模を拡大するだけでなく、他の美術館からも集めた作品による特別展や、現代の作家に焦点を当てる企画展も毎年盛んに行っている。

## コレクション

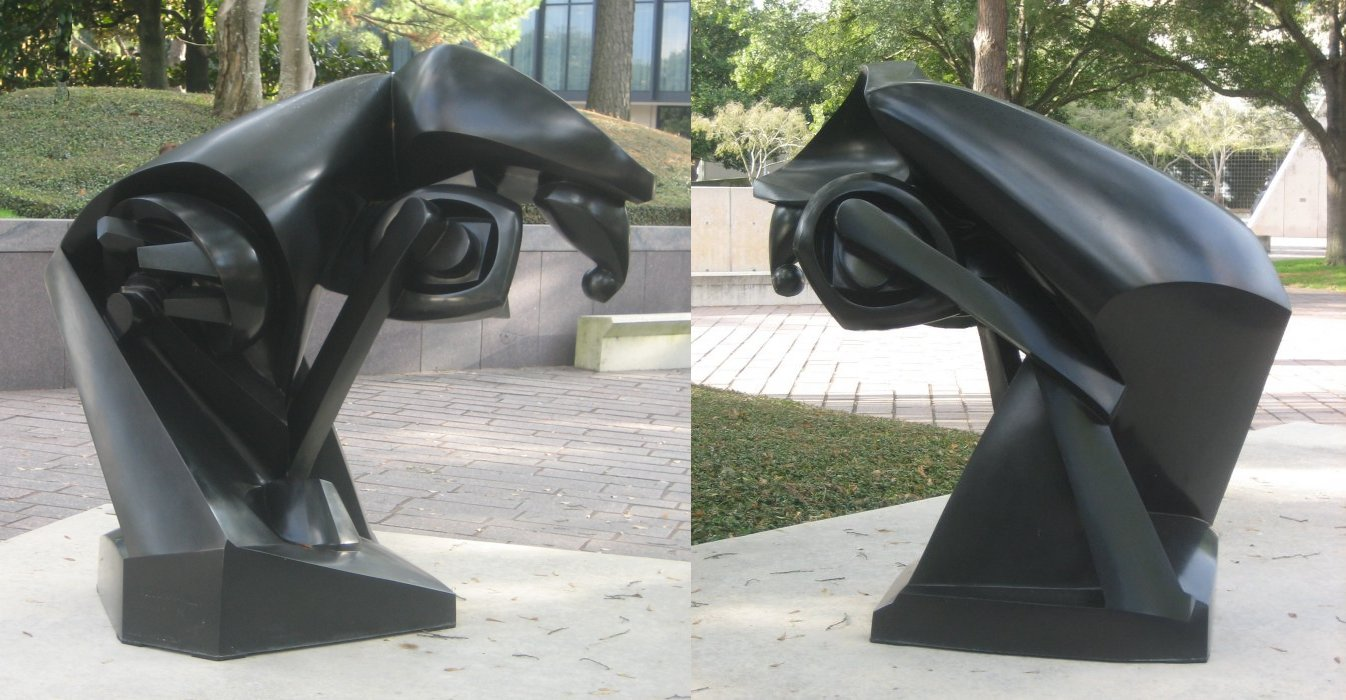
カレン彫刻庭園内の作品、レイモン・デュシャン＝ヴィヨンの『The Large Horse』

ヒューストン美術館にはアフリカ美術部門、アメリカ絵画・彫刻部門、古典古代美術部門、アジア美術部門、バイユー・ベンド・コレクション、装飾美術部門、ヨーロッパ絵画・彫刻部門、印象派・ポスト印象派部門、ラテンアメリカ美術部門、近現代美術部門、インディアン美術部門、オセアニア美術部門、写真部門、先コロンブス期のアメリカ美術部門、版画および素描部門、リエンツィ・コレクションなどがあり、その他テキスタイルや衣装なども収集を行っている。
市民や企業による作品寄贈や購入基金への寄付により、コレクションはその規模や対象地域を拡大している。たとえばグラッセル・コレクションは、アフリカの金細工、インドネシアの美術工芸、コロンブス到来以前のアメリカ大陸の遺物などのほか、ロヒール・ファン・デル・ウェイデン、フランス・ハルス、ジョヴァンニ・ディ・パオロ、カナレット、フランシスコ・デ・ゴヤ、ジャン＝バティスト・カミーユ・コロー、ジョゼフ・マロード・ウィリアム・ターナーら14世紀・15世紀のルネサンスの巨匠から19世紀にいたるヨーロッパの画家たちによる絵画などからなっている。
近現代美術ではクロード・モネ、ピエール＝オーギュスト・ルノワール、ポール・セザンヌ、エドガー・ドガ、パブロ・ピカソ、アンリ・マティス、ジャクソン・ポロック、アンディー・ウォーホール、ドナルド・ジャッドなどの重要な作家の作品が集まる。コレクションのうち重要な作品の多くは個人蔵の作品の寄贈を受けている。ジョン・A・ベックとオードリー・ジョーンズ・ベック夫妻のコレクションはその最たるものである。またアルヴィン・ラングダン・コバーン、モホリ＝ナジ・ラースロー、マン・レイほか、ヨーロッパ、アメリカ、ソ連など各国の写真家の作品も収集されている。

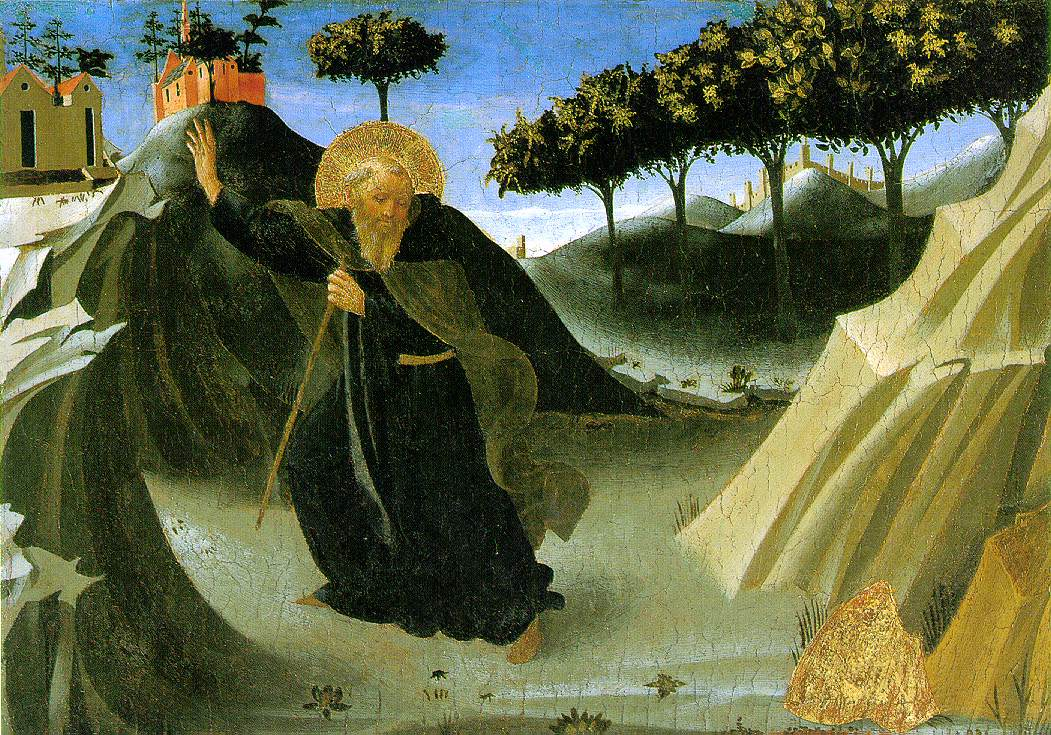
フラ・アンジェリコ、『Saint Anthony the Abbot Tempted by a Lump of Gold』
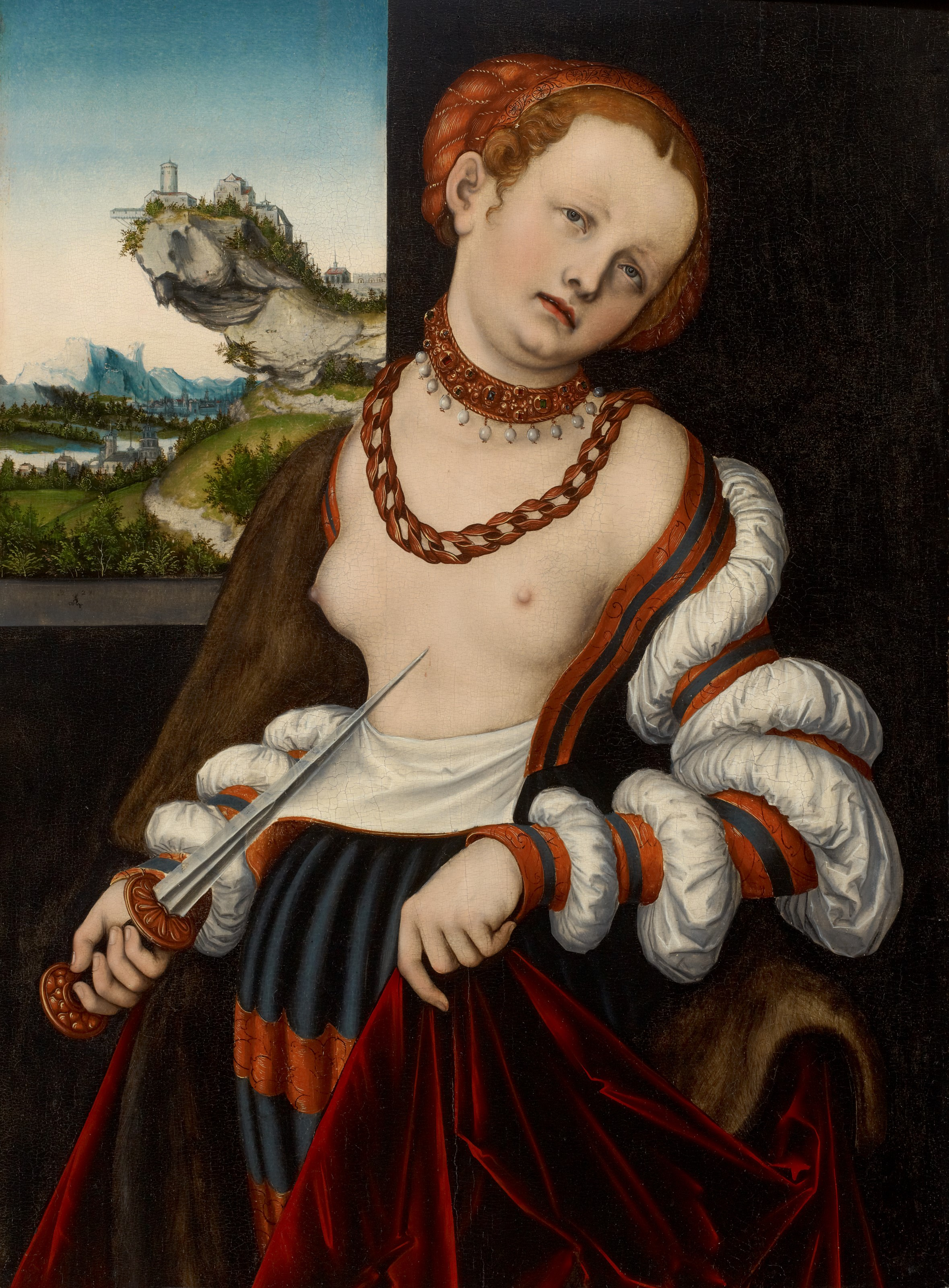
ルーカス・クラナッハ (父)、『ルクレティア』
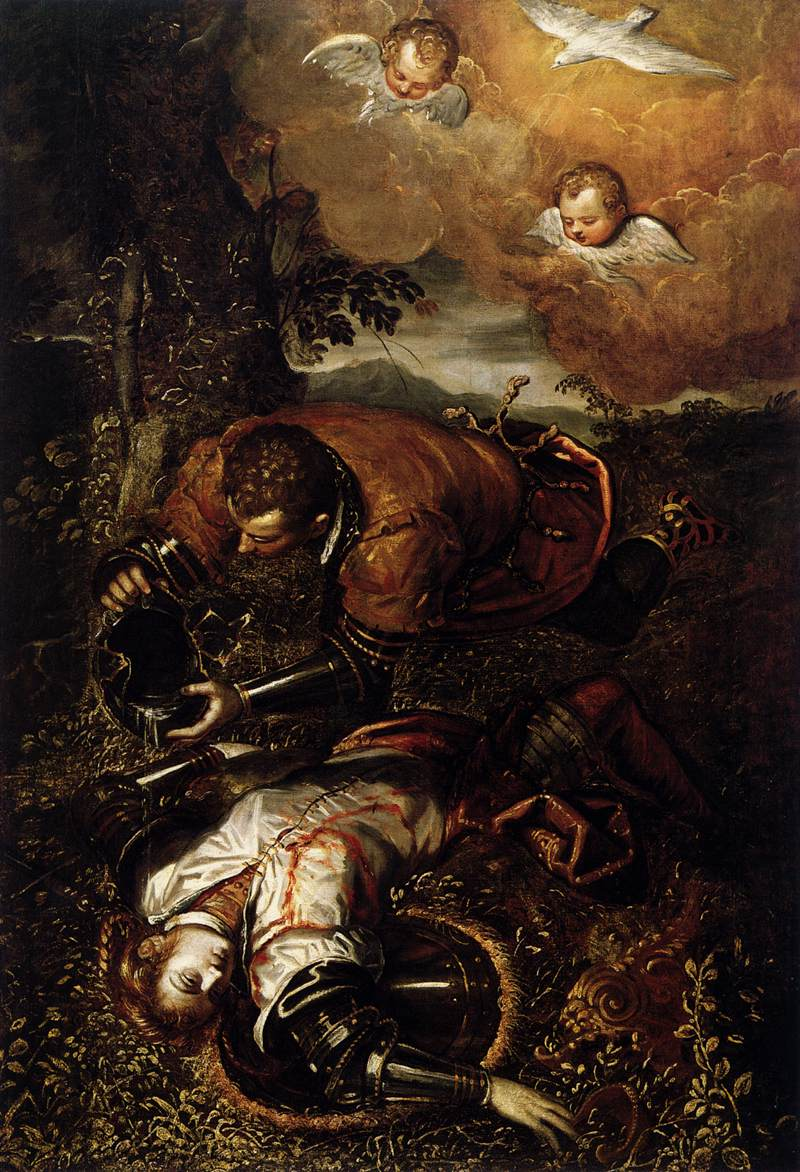
ドメニコ・ティントレット、『Tancred Baptizing Clorinda』
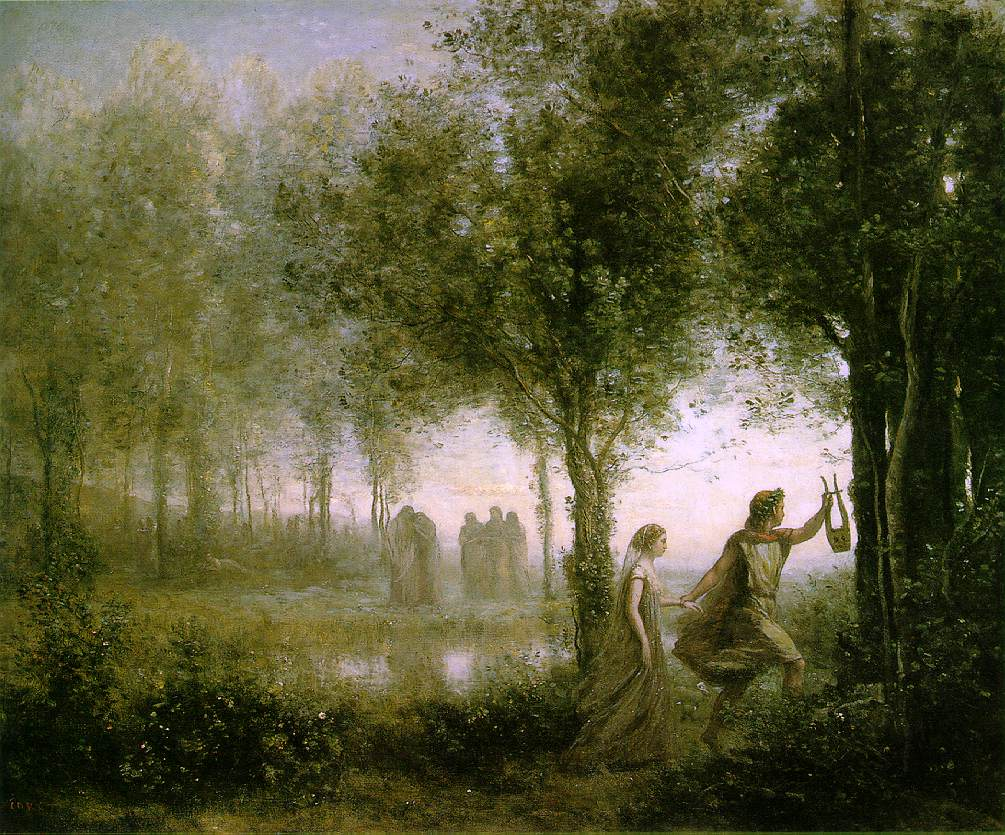
ジャン＝バティスト・カミーユ・コロー、『Orphée ramenant Eurydice des enfers』
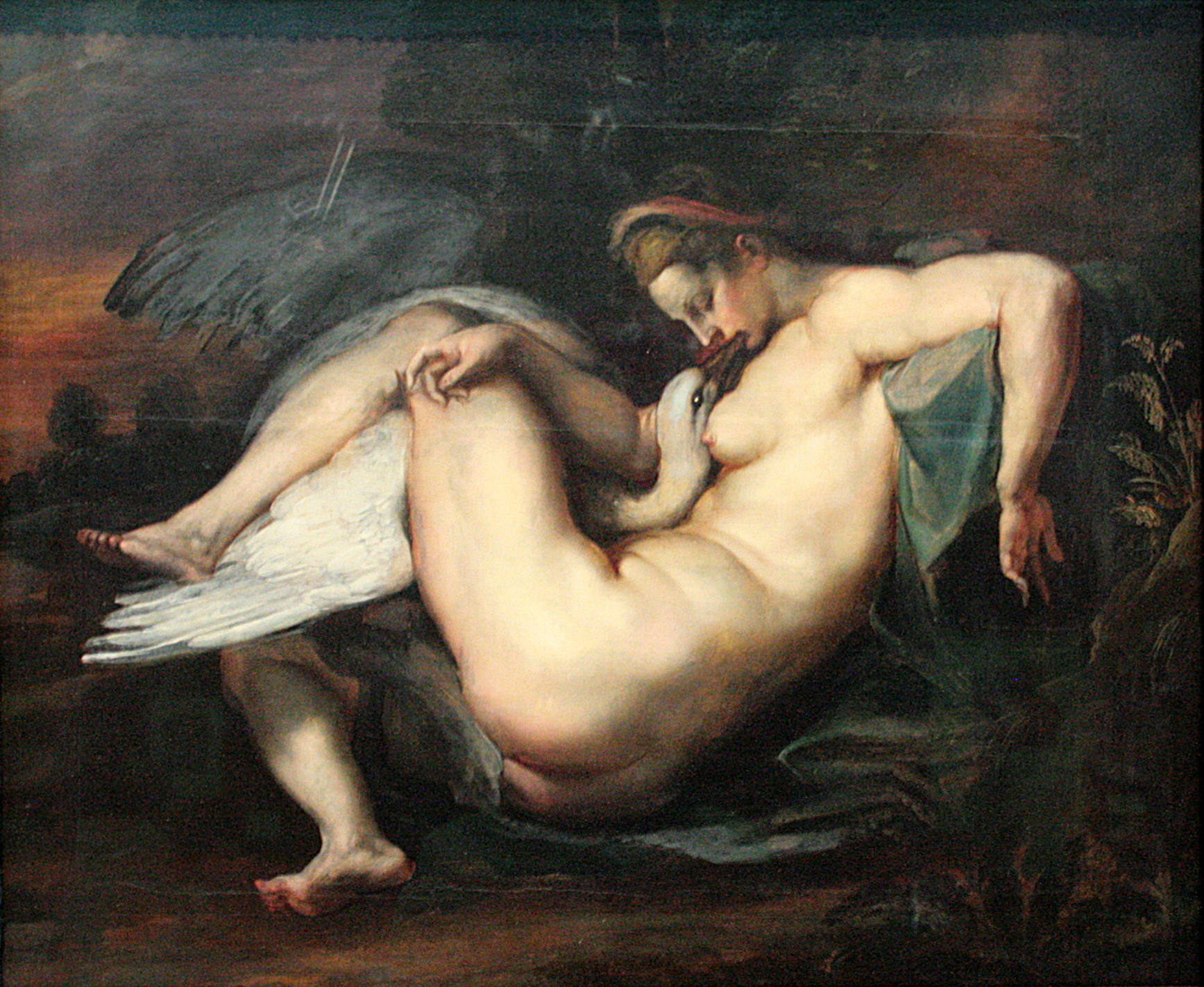
ルーベンスによってレダと白鳥